# Жан Деспо
Жан Деспо (фр. Jean Despeaux; 22 жовтня 1915, Париж, Франція — 25 травня 1989, Ардеш, Франція) — французький боксер, олімпійський чемпіон 1936 року. 

## Аматорська кар'єра
Олімпійські ігри 1936 
- 1/8 фіналу. Переміг Хуана Брегальяно (Уругвай)
- 1/4 фіналу. Переміг Йозефа Грубеша (Чехія)
- 1/2 фіналу. Переміг Рауля Вільяреала (Аргентина)
- Фінал. Переміг Генрі Тіллера (Норвегія)